# Syncrossus helodes
Syncrossus helodes is een straalvinnige vissensoort uit de familie van de modderkruipers (Cobitidae). De wetenschappelijke naam van de soort is voor het eerst geldig gepubliceerd in 1876 door Sauvage.